# Rudbeck
Rudbeck, Rudebeck, von Rudbeck, är en dansk släkt med ursprung från Nordslesvig i Danmark, förgrenad ur släkten Rudbeckius. Släkten inflyttade till Sverige under 1500-talet och har sedan dess förgrenat sig.  
Den äldste kända stamfadern är en Jens Lorentsen som levde under 1400-talet i Hoptrups socken i Nordslesvig. Släkten kom till Sverige med Johan Pedersson Rudbeck (1550–1603), som blev stadsskrivare i Örebro. Hans hustru var Christina Bose, dotter till kyrkoherden Petrus Laurentii Bose. Deras söner var skalden Petrus Rudbeckius, skolmannen Jacob Rudbeckius och biskopen Johannes Rudbeckius.
Släktens betydelse för utbildningsväsendet visar sig bland annat i att flera skolor är uppkallade efter släktmedlemmar, förutom ovan nämnda, även Rudbeckianska gymnasiet, Rudbecksskolan i Sollentuna, Rudbecksskolan i Örebro och Rudbecksgymnasiet i Tidaholm.
Blomman rudbeckia är uppkallad efter Olof Rudbeck d.y., av hans elev Carl von Linné.

## Johannes Rudbeckius släktgren
Johannes Rudbeckius var gift två gånger, men fick bara barn i sitt andra äktenskap med Magdelna Hising, dotter till Carolus Olai Hising och Cecilia Hintze och släkt med adelsätten Hisinger. De fick elva barn, varav fem söner: professorerna Olof Rudbeck d.ä. och Johannes Rudbeckius d.y., assessorn vid hovrätten Paul Rudebeck samt biskoparna Nicolaus Rudbeckius och Petrus Rudbeckius, den senare även professor. En dotter var gift med prästeståndets riksdagsman, rektorn för Västerås gymnasium Ericus Andreæ Salamontanus.

### Johannes Rudbeckius d.y:s släktgren
Johannes Rudbeckius d.y. var gift med Catharina Sidenia, dotter till professorn Daniel Sidenius. En av deras söner, Daniel Rudbeck, var assessor i Reval. Daniel Rudbeck visade ett släktträd skrivet år 1588 på pergament som anförde att han – och därmed alla andra i släkten – på raka fädernet skulle härstamma från den medeltida frälseätten Rudbaeck från Holstein via Peder Oxe Rudbeck (levde 1435). I bevisningen för detta anförde Rudbeck också att Johannes Rudbeckius, hans farfar, hade använt samma sigill som Peder Oxe Rudbeck, vilket en dansk vapenbok kunde belägga. Av denna orsak naturaliserades han som svensk adelsman år 1698, och introducerades på nummer 1367, men som barnlös slöt han själv sin ätt.
Daniel Rudbecks släkthärledning togs länge för sanning, dock var det ingen annan i släkten som naturaliserades utan de som blev svensk adel, adlades. I Gabriel Anreps ättartavlor har geneologin ännu inte utmönstrats, och som anfader anges Peder Oxe Rudbecks far, riddaren Oxe Oxesson. Den senares ättlingar skulle enligt Anrep ha varit bosatta i Hoppetorp (Hoptrup) och varit riddare. Släkten var bevisligen från Hoptrup och besatt den kungliga fastegården Rudebæk, som anfadern Peder Jensen fick fastebrev på 1547 genom äktenskap. Peder Jensen var son till den Jens Lorentsen som numera tas för ättens stamfader.

### Petrus Rudbeckius släktgren
Petrus Rudbeckius var gift med Margareta Stiernhöök, dotter till Johan Stiernhöök och Catharina Appelbom. Deras son, häradshövding Carl, adlades 1692 på namnet von Rudbeck och introducerades på nummer 1252. Hans hustru var Märta Christina född Lindeberg och de fick flera barn. Ingen manlig ättling överlevde dock fadern varmed Petrus von Rudbeck själv slöt sin adliga ätt på svärdssidan.

### Olof Rudbeck d.ä:s släktgren
Olof Rudbeck d.ä. var gift med Vendela Lohrman, dotter till Thomas Lohrman och av samma släkt som den adliga ätten Lohreman. Ett av deras barn Olof Rudbeck d.y. adlades 1719 och introducerades på Riddarhuset på nummer 1637. Hans första hustru var Catharina Göeding, släkt med von Göeding, den andra Anna Catharina född Schönström, och den tredje Charlotta Rotenburg. Den senare hustrun var hans släkting på hennes möderne.
En son i första äktenskapet, kaptenen Olof Rudbeck var gift med en syster till en Bureättling som adlades Törnstierna. Deras son, Thure Gustaf Rudbeck (1714–1786), upphöjdes till friherre 1771 tillsammans med en farbror från farfaderns tredje äktenskap, hovmarskalken Adolf Rudbeck (1726–1801). En sonson till den senare var Thure Gustaf Rudbeck (1806–1876). Den friherrliga grenen introducerades på nummer 282. Den fortlevande friherrliga grenen utgår från Thure Gustaf Rudbeck (1714–1786).

### Paul Rudbecks släktgren
Paul Rudebeck (1632–1687) var gift med Margareta Nentzelia, dotter till hovpredikanten Segericus Nentzelius. Han adlades år 1675 på namnet Rudebeck och introducerades på nummer 872.

## Personer ur släkten
- Adolf Rudbeck (1726–1801)
- Carl Rudbeck (född 1943)
- Christina Charlotta Rudbeck (1722–1804), herrnhutare
- Claes Reinhold Rudbeck (1791–1874), hovmarskalk
- Erik Rudbeck (1833–1867)
- Gustaf Rudebeck (1842–1913), svensk landshövding och riksdagsman
- Gustaf Rudebeck (1913–2005), svensk ornitolog
- Jacobus Boose Rudebeckius (1583–1640), skolman (lärare), eller Jacob Rudbeckius,  son till Johan Pedersson Rudbeck (1550–1603) och hans hustru Christina Bose (1557–1620), bror till Petrus Rudbeckius (skald) (1578–1629) och Johannes Rudbeckius (1581–1646)
- Johannes Rudbeckius (1581–1646), även kallad Johannes Rudbeckius den äldre, grundare av Rudbeckianska Gymnasiet, Västerås, son till Johan Pedersson Rudbeck (1550–1603) och hans hustru Christina Bose (1557–1620), bror till Petrus Rudbeckius (1578–1629) och Jacobus Boose Rudebeckius (1583–1640) (Jacob Rudbeckius)
- Johannes Rudbeck (1867–1935), museiman och bokhistoriker
- Johannes Rudbeckius den yngre (1623–1667), professor och superintendent, son till Johannes Rudbeckius den äldre (1581–1646)
- Johannes Rudbeck (1867–1935), svensk museiman
- Nicolaus Johannis Rudbeckius (1622–1676), biskop i Västerås stift, äldste son till Johannes Rudbeckius den äldre (1581–1646)
- Nils Rudebeck (1877–1964), militär och hovman
- Olof Rudbeck den äldre (1630–1702), professor, son till Johannes Rudbeckius den äldre (1581–1646)
- Olof Rudbeck den yngre (1660–1740), naturhistoriker, professor, son till Olof Rudbeck den äldre (1632–1702)
- Olof Rudbeck den yngste (1751–1777), författare, sonson till Olof Rudbeck den äldre (1630–1702)
- Paul Rudebeck (1632–1687), adlad Rudebeck, assessor vid hovrätten, son till Johannes Rudbeckius den äldre (1581–1646)
- Pehr Erik Rudebeck (1796–1862), präst, sonsons sonson till Paul Rudebeck
- Peter Alexander Rudbeck (1762–1832),
- Petrus Johannis Rudbeckius (biskop) (1625–1701), biskop eller Petrus Johannis Rudbeckius den yngre, biskop i Skara stift
- Petrus Rudbeckius (1578–1629), skald, eller Petrus Johannis Rudbeckius den äldre, son till Johan Pedersson Rudbeck (1550–1603) och hans hustru Christina Bose (1557–1620), bror till Johannes Rudbeckius (1581–1646) och Jacobus Boose Rudebeckius (1583–1640)
- Petter Rudebeck (1660–1710), militär, bruksägare och fornforskare
- Reinhold Rudbeck (1825–1915), hovmarskalk
- Reinhold Rudbeck (1871–1957), född på Edsbergs slott, Sollentuna, förste hovmarskalk, Edsbergs slotts siste privata ägare
- Sigrid Rudebeck (1831–1924), reformpedagog och skolföreståndare, grundare av Sigrid Rudebecks gymnasium i Göteborg, dotter till Pehr Erik Rudebeck
- Thure Gustaf Rudbeck (1714–1786), politiker, militär och ämbetsman, död på Edsbergs slott, Sollentuna, son till Olof Rudbeck och sonson till Olof Rudbeck den yngre (16601740)
- Thure Gustaf Rudbeck (1806-1876), skriftställare och översättare, sonsons son till Olof Rudbeck den yngre (1660–1740)
- Ulrik Rudebeck (1803–1898), militär
- Zacharias Rudbeck (1832–1909), militär